# System żywienia przeżuwaczy INRA

System żywienia przeżuwaczy INRA – francuski system żywienia przeżuwaczy opracowany w Instytut National de la Recherche Agronomique. Charakteryzuje on wartość wypełnieniową jako miarę pobrania paszy przez zwierzęta, uwzględnia skład suchej masy, udział składników pokarmowych.
We francuskich normach wprowadzono system WW – wartości wypełnieniowej. Uwzględnia ona „pobieralność” pasz objętościowych oraz wpływ dodatku pasz treściwych na pobieranie pasz objętościowych. Każdej paszy objętościowej przypisana jest wartość wypełnieniowa wyrażona w trzech jednostkach wypełnieniowych:
- JWK – jednostka wypełnieniowa dla krów,
- JWB – jednostka wypełnieniowa dla bydła rosnącego,
- JWO – jednostka wypełnieniowa dla owiec.

W przypadku krów 1 JWK odpowiada pobranie 140 g suchej masy standardowego porostu pastwiskowego na 1 kg masy metabolicznej standardowej krowy mlecznej. System WW bazuje na wynikach doświadczeń nad dowolnym pobieraniem suchej masy (DPSM) różnych pasz objętościowych przez zwierzęta przyjęte za standardowe.
Wartość wypełnieniową oblicza się ze wzoru:
{\displaystyle WW={\frac {140}{DPSMbadanejpaszy}}}
W systemie INRA energia netto laktacji podawana jest w oryginalnych jednostkach paszowych produkcji mleka JPM. Wartość energetyczna 1 JPM jest stała i wynosi 1,7 Mcal (7,11 MJ), co odpowiada przeciętnej koncentracji ENL (energii netto laktacji) w ziarnie jęczmienia, przyjętego za paszę standardową w tym systemie. Wartość energetyczna 1 JPŻ wynosi 1,82 Mcal.
- EM=EB×sEB×ME⁄ES
- ENL=EM×kl; ENŻ=EM×kż
- JPM=ENL [kcal/kg]⁄1700; JPZ=ENŻ [kcal/kg]⁄1820

Normowanie białka w systemie INRA odbywa się na poziomie białka właściwego rzeczywiście trawionego w jelicie cienkim (BTJ). Każdej paszy przypisane są dwie wartości BTJN i BTJE. BTJN jest to białko trawione w jelicie, będące sumą strawnego białka paszy nie ulegającego rozkładowi w żwaczu (BTJP) oraz strawnego białka mikroorganizmów żwacza syntetyzowanego ze względu na ilość azotu dostępnego z danej paszy (BTJMN).
Przy układaniu dawki pokarmowej w zakresie normowania białka podstawowe znaczenie ma jak najlepsze zbilansowanie obu wartości BTJN oraz BTJE pochodzących z wszystkich pasz dawki.